# کازوکو هیروناکا
کازوکو هیروناکا (ژاپنی: 弘中 和子) بازیکن فوتبال اهل ژاپن و عضو تیم ملی فوتبال زنان ژاپن است که در تاریخ ۱۷ اکتبر ۱۹۸۴ میلادی اولین بازی ملی‌اش را انجام داد. او در ۲۱ بازی ملی حضور داشت و آخرین بازی ملی خود را در تاریخ ۲۹ سپتامبر ۱۹۹۰ میلادی انجام داد. کازوکو هیروناکا در بازی‌های ملی‌اش
۳ گل به ثمر رساند.